# 侯碩極
侯碩極（Guy Rosolato，1924年1月29日—2012年3月7日），是一位法國精神分析師。

## 經歷
侯碩極出生於伊斯坦堡。在貝魯特開始進行研究後，1944年加入自由法國塞內加爾軍營，擔任護理師。1953年回到巴黎，在聖安妮醫院擔任精神科醫師，在此他遇見了亨利·艾、拉岡，與他們開始了精神分析。之後成為法國精神分析學會的培訓分析師，1964年跟隨拉岡加入巴黎佛洛伊德學院。
1977-1979年擔任過法國精神分析學會主席。

## 中文出版書籍
- 《犧牲：精神分析的指標》（Le sacrifice. Repères psychanalytiques），2008年，繁體中文版由心靈工坊出版，ISBN 978-986-678-239-8